# Aleka Stratigou
Alexandra (Aleka) Stratigou (řecky Αλέκα Στρατηγού; 1926 Athény – 1. ledna 1989 Athény) byla řecká herečka. Hrála v divadle, měla 61 filmových a televizních rolí a charakteristický, osobitý hlas. Jejím manželem byl Andreas Barkoulis, dále byla sestrou Stefanose, Stelly, Reny a Ikleny. Zemřela 1. ledna 1989 a je pohřbena v Peristeri.

## Filmografie
- 1951 – Ekeines poy den prepei n' agapoun
- 1956 – Tsiganiko aima
- 1957 – Tsarouhi, pistoli, papiyion
- 1958 – To trelokoritso
- 1958 – Diakopes stin Aigina
- 1958 – Makria ap' ton kosmo
- 1958 – O Mimikos kai h Mairi
- 1958 – To koritsi tis amartias
- 1959 – Krystallw
- 1959 – I moysitsa
- 1959 – Oi dosatzides
- 1959 – To agorokoritso
- 1959 – Erotika skandala
- 1959 – Douleis me fountes
- 1959 – Enas vlakas kai misos
- 1959 – O theios apo ton Kanada
- 1959 – O Thymios ta 'kane thalassa
- 1959 – Diakopes stin Kolopetinitsa
- 1960 – Tsakitzis
- 1960 – Agapoula mou
- 1960 – Meta tin amartia
- 1960 – Erotika paihnidia
- 1960 – I kyria dimarxos
- 1960 – O Thymios ta 'xei 400
- 1960 – To nisi tis agapis
- 1960 – Makrykostaioi kai Kontogiwrgides
- 1961 – Horis mitera
- 1961 – Flogera kai aima
- 1962 – O gero-Dimos
- 1962 – Prepei na ziseis timia
- 1962 – O gampros mou, o dikigoros
- 1963 – Ta paidia tis Mantalenas
- 1963 – Oi aneidikeytoi / Eytyxws hwris douleia
- 1964 – Oi proikothires
- 1964 – Nyxtoperpatimata
- 1964 – Enas zorikos dekaneas
- 1964 – I gefyra tis Eytyxias
- 1964 – O Giannis ta 'kane thalassa
- 1965 – Rimagmeno spiti
- 1965 – Bethoven kai mpoyzoyki
- 1965 – Ftwos ekatommyriouxos
- 1965 – To romantzo mias kamarieras
- 1967 – Oydeis anamartitos
- 1967 – I koinwnia mas adikise
- 1967 – Praktwr Kitsos kalei Gastouni
- 1968 – I thyrwrina
- 1968 – Gorgopotamos
- 1969 – I Smyrnia
- 1969 – Gampros apo ti Gastoyni
- 1970 – I sklava
- 1970 – I peripterou
- 1970 – Enas Kitsos sta mpoyzoykia
- 1971 – Katw oi antres
- 1971 – Mara i tsigana
- 1971 – Ta omorfopaida
- 1971 – Mia ntanta kai teza oloi
- 1972 – O anthropos roloi
- 1982 – O Thanasis kai to katarameno fidi